# Myrmecoclytus raffrayi
Myrmecoclytus raffrayi là một loài bọ cánh cứng trong họ Cerambycidae.